# خرفار سبيبي
خرفار سبيبي (الاسم العلمي: Phalaris caespitosa) هو نوع نباتي يتبع جنس الخرفار من فصيلة النجيلية.